# Ozodicera thaumasta
Ozodicera thaumasta är en tvåvingeart som beskrevs av Alexander 1954. Ozodicera thaumasta ingår i släktet Ozodicera och familjen storharkrankar.
Artens utbredningsområde är Peru. Inga underarter finns listade i Catalogue of Life.